# Taurodontismo
Il taurodontismo è una condizione dei denti, in particolare dei molari, che consiste nella sovrabbondanza di polpa dentale e di corpo del dente a discapito dello sviluppo delle radici. Di conseguenza, il pavimento della polpa e la biforcazione del dente risultano spostati verso la parte apicale del dente. Il meccanismo alla base del taurodontismo è la tardiva invaginazione della guaina di cellule epiteliali di Hertwig a livello della radice dentale; tale ritardo nel completamento di questa guaina è responsabile dello spostamento della biforcazione della radice verso la porzione apicale del dente.
La costrizione alla giunzione amelocementale è solitamente ridotta o assente. Il taurodontismo si trova più comunemente nella dentatura permanente; in alcuni casi (specie se si tratta della manifestazione di una sindrome genetica multisistemica) il taurodontismo sembra seguire un tipo di ereditarietà autosomica dominante.
Il taurodontismo è presente molto spesso in caso di amelogenesi imperfetta, di displasia cranioectodermica e di sindrome trico-dento-ossea. Può essere presente anche in caso di sindrome di Down e di sindrome di Klinefelter. I denti interessati dalla condizione sono quasi sempre i molari; a volte un dente solo, a volte più denti. I denti possono apparire normali all'esame obiettivo, non presentando atipicità anatomiche esterne.

## Diagnosi
Una radiografia dei denti interessati dall'anomalia mostra una forma dentale rettangolare, senza conicità apicale. La camera pulpare è estremamente ampia e le biforcazioni delle radici dentali possono essere lunghe solo pochi millimetri.

## Classificazione
Il termine taurodontismo è stato coniato dall'antropologo Arthur Keith; C. J. Shaw ripartì ulteriormente i casi di taurodontismo in quattro sottogruppi: Cynodont (la condizione fisiologica), Hypotaurodont, Hypertaurodont and Mesotaurodont.
In seguito, A. Schiffman e I. Chanannel crearono un criterio di classificazione basato sui numeri, secondo cui si parla di taurodontismo se sono presenti entrambe le seguenti condizioni:
1. Il rapporto tra la lunghezza del segmento che congiunge il punto apicale del tetto della camera pulpare con il punto apicale del pavimento della stessa camera e il segmento che congiunge il punto apicale del tetto della camera pulpare con l'apice della radice dentale è maggiore o uguale a 0,2
2. Il segmento che congiunge il punto apicale del pavimento della camera della polpa dentale con la giunzione tra cemento e smalto dentale è lungo più di 2,5 mm

## Antropologia
Il taurodontismo era comunemente presente nell'uomo di Neanderthal, dunque si tratta di una condizione anatomica rilevante in campo antropologico. Si riscontra normalmente taurodontismo anche nei fossili degli Hominini, nelle scimmie del Nuovo Mondo tuttora esistenti e negli ominoidi.